# Chaetomys subspinosus
El puercoespín espinoso (ouriço-preto en portugués) (Chaetomys subspinosus) es una especie de roedor histricomorfo de la familia Erethizontidae propia de Sudamérica que solo habita ciertas áreas de Brasil.
Es la única especie del género Chaetomys y de la subfamilia Chaetomyinae.
Es un roedor arbóreo y nocturno, vive en solitario con una dieta folívora y un peso medio de 1600 g.